# Principatul Braunschweig-Lüneburg
Principatul Elector Braunschweig-Lüneburg (germană Kurfürstentum Braunschweig-Lüneburg) a fost un stat din Sfântul Imperiu Roman, ce a luat ființă în anul 1692.

## Date geografice
Principatul se întindea pe teritoriul landului actual Saxonia Inferioară în regiunea Hanovra. Sfântul Imperiu Roman cuprindea pe atunci:
- Principatul Calenberg
- Principatul Grubenhagen
- Comitatul Hoya
- Ducatul Sachsen-Lauenburg
- Principatul Lüneburg  (din 1705)
- Ducatele Bremen și Verden (din 1715)
- Ducatele Braunschweig și Lüneburg

## Istoric
Abia după războiul de 30 de ani va avea principatul o armată permanentă, care a luat parte împreună cu trupele imperiale la războaiele cu turcii (1685-1699) care au avut loc după primul asediu al Vienei. De asemenea a luat parte la luptele cu Polonia, sau în războiul de șapte ani. Trupele principatului hanovrian au participat și la Războiul de independență al Statelor Unite ale Americii (1775 – 1783) sau războaiele napoleniene (1792 - 1815).
Din anul 1714 va fi reglementată împărțirea regimului de conducere a principatului în 5 departamente care era dirijată din Londra; această coordonare de la distanță a contribuit la întârzierea formării unei conduceri independente.

## Prinți

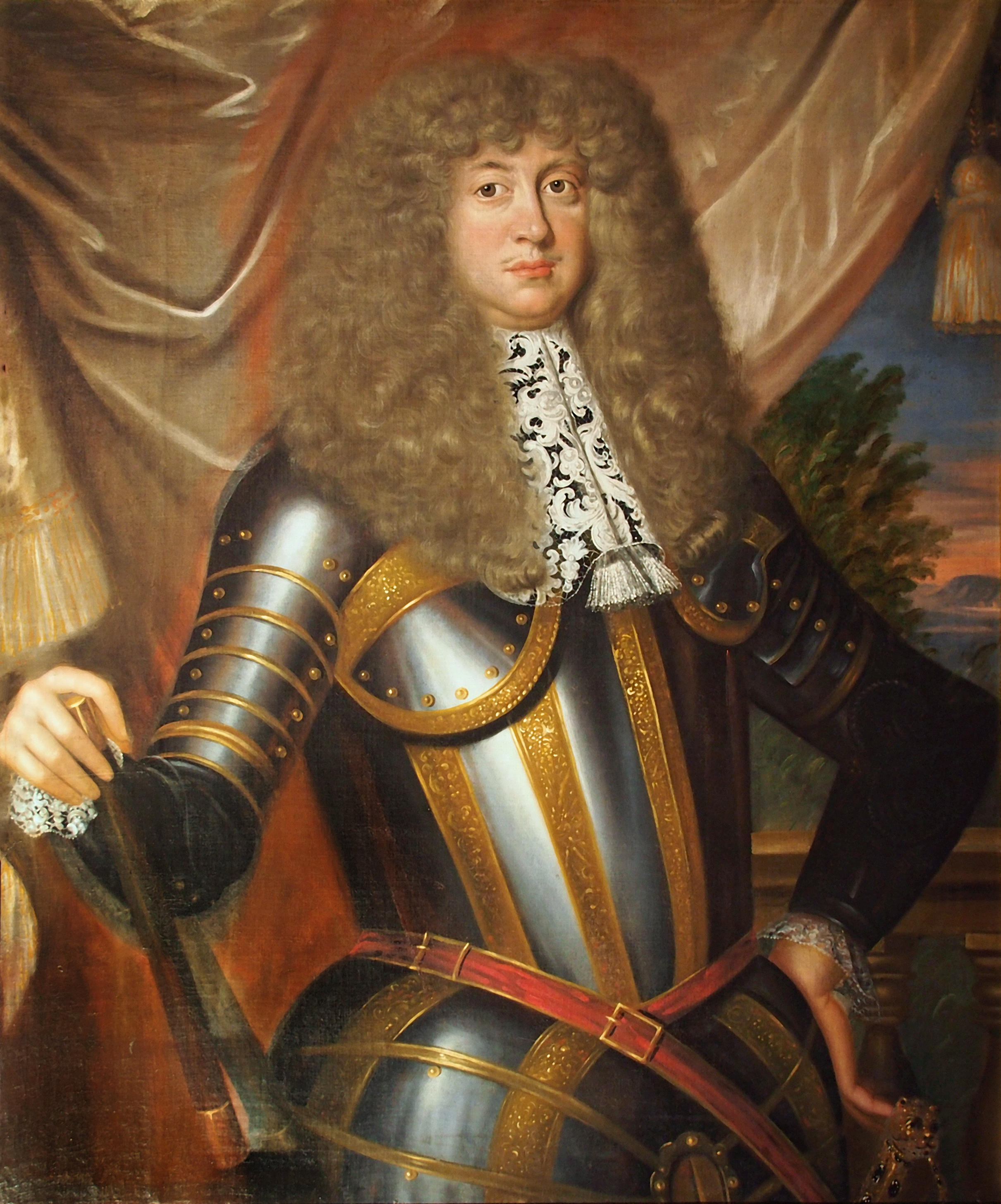
Ernst August
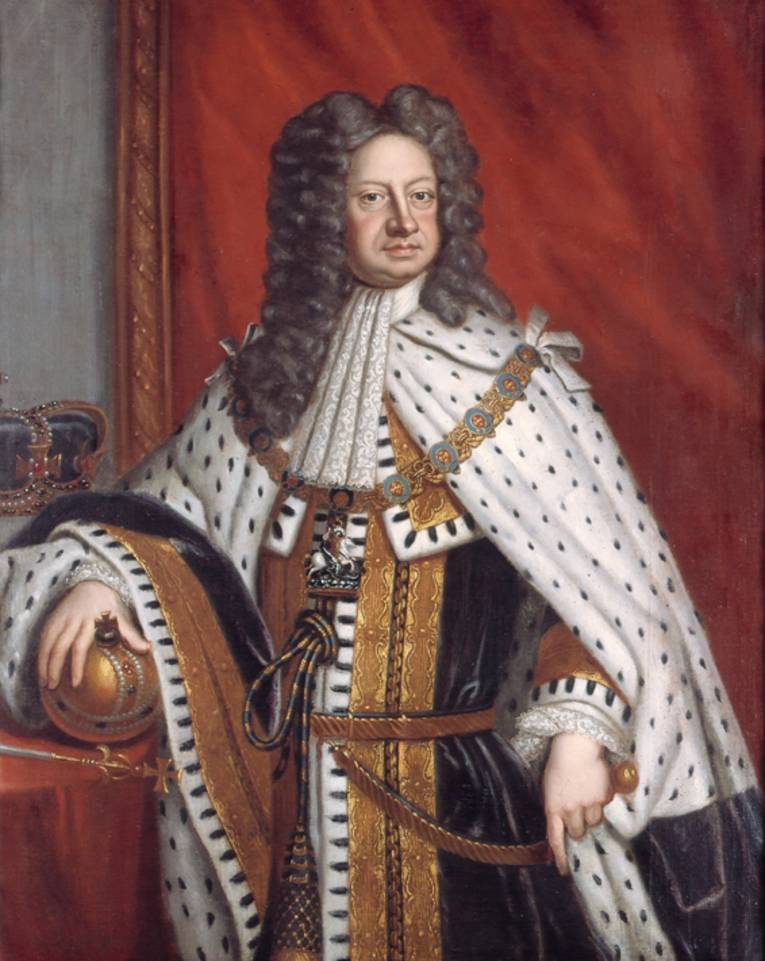
George I.
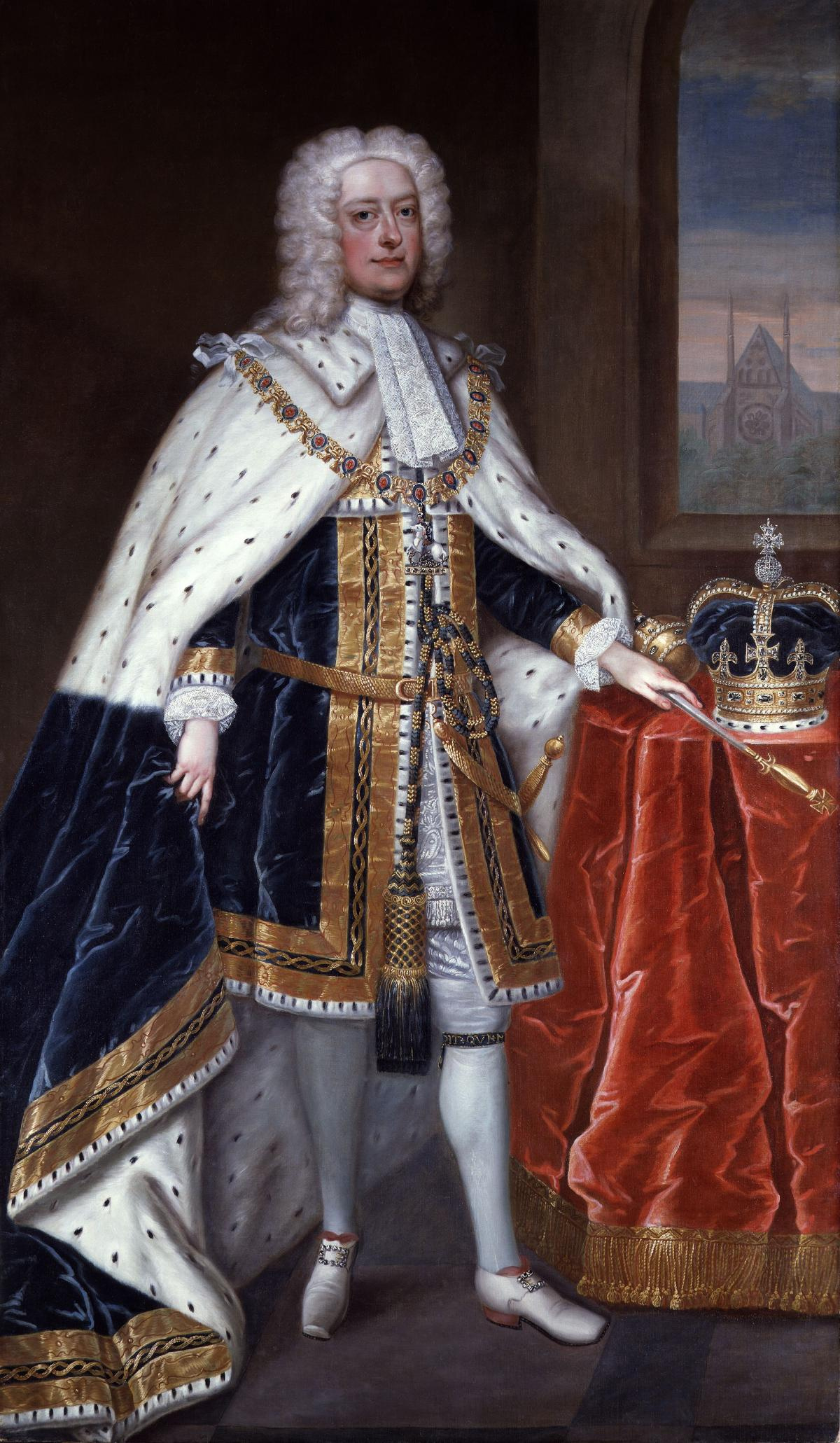
George al II-lea
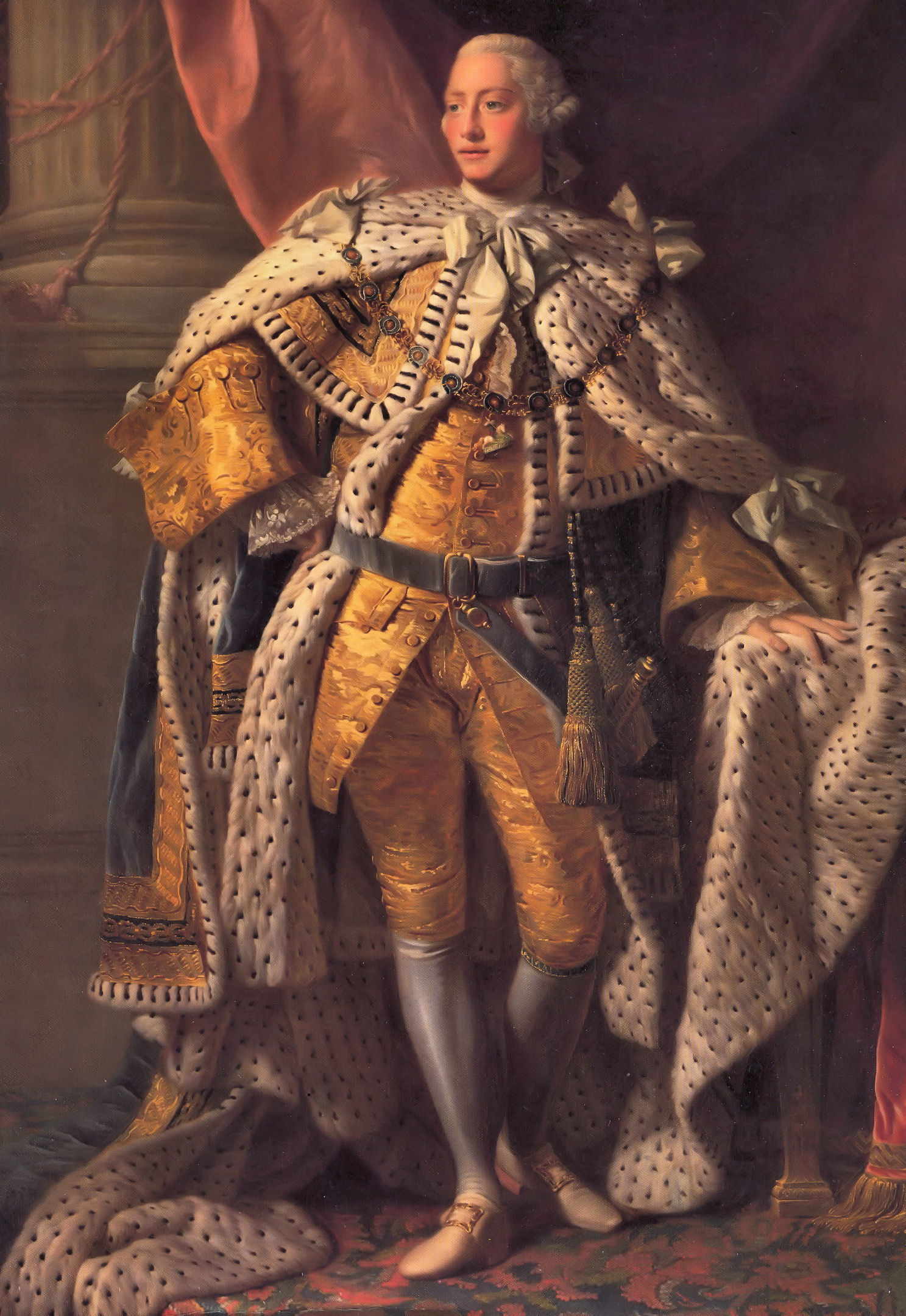
George al III-lea